# Busan Open Challenger 2008
Il Busan Open Challenger 2008 è stato un torneo di tennis facente parte della categoria ATP Challenger Series nell'ambito dell'ATP Challenger Series 2008. Il torneo si è giocato a Pusan in Corea del Sud dal 14 al 20 aprile 2008 su campi in cemento e aveva un montepremi di $75 000+H.

## Vincitori

### Singolare
Gō Soeda ha battuto in finale  Lu Yen-hsun che si è ritirato sul punteggio di 6–2.

### Doppio
Rik De Voesti /  Łukasz Kubot hanno battuto in finale  Adam Feeneyi /  Rameez Junaid con il punteggio di 6–3, 6–3.